# Różdżka

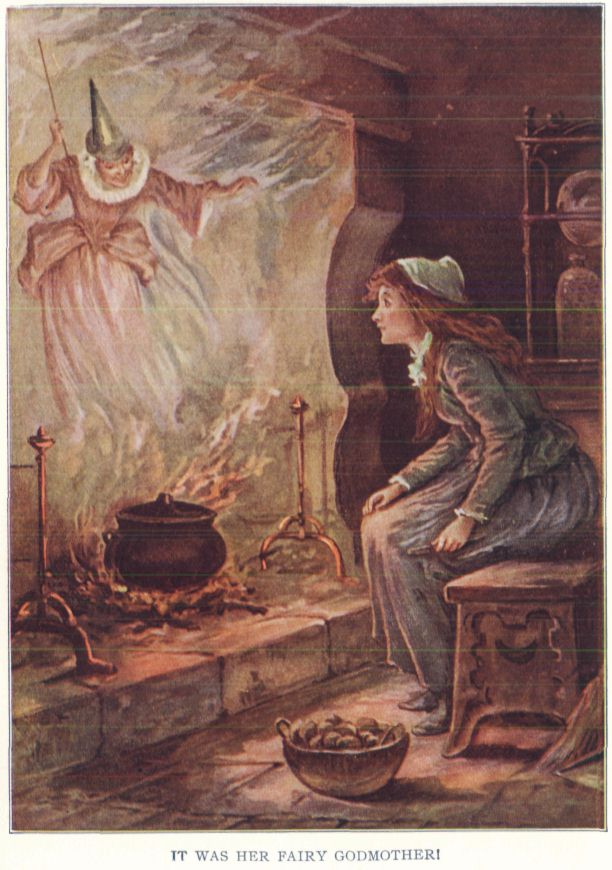
Matka chrzestna Kopciuszka używała magicznej różdżki.

Różdżka – magiczna pałeczka lub laska (najczęściej drewniana) mająca moc wywoływania nadnaturalnych zjawisk. Podczas rytuałów magicznych służy do kierunkowania energii, ale także kreślenia magicznego kręgu.
Zazwyczaj każdy czarodziej posiada swoją różdżkę.
Magiczne różdżki występują głównie w literaturze i filmach.

## Literatura
- W powieściach o Harrym Potterze różdżka jest podstawowym elementem wyposażenia każdej czarownicy i czarodzieja. Magia bezróżdżkowa jest możliwa, ale rzadka. Różdżki tworzy się z jednego kawałka drewna i jednej magicznej substancji stanowiącej rdzeń. Każda sama wybiera sobie właściciela (poznaje się po tym, czy jest użyteczna dla potencjalnego nabywcy). Różdżka to kombinacja jednego z wielu gatunków drewna, jednej z wielu możliwych długości, sztywności i rodzajów rdzenia. Możliwych kombinacji jest bardzo wiele. Czy pasują do czarownicy lub czarodzieja, zależy to od cech kupującego lub dziedzica. Rdzeniem najczęściej jest: włos jednorożca, pióro z ogona feniksa albo włókno z serca smoka. Inne rdzenia są rzadkością. Jednymi z wytwórców różdżek są Garrick Ollivander oraz Gregorowicz. Najpotężniejszą z różdżek, jest Czarna Różdżka stworzona przez Antiocha Peverella (według Opowieści o trzech braciach dostał ją w prezencie od samej Śmierci). Miała 15 cali długości, zrobiona z czarnego bzu z rdzeniem z włosa z ogona testrala. Swoje niezwykłe właściwości wykazywała tylko w rękach swojego prawdziwego pana (chociaż w ostatecznym starciu Harry’ego z Voldemortem wystarczyła bliskość jej pana), a władzę nad nią można było posiąść rozbrajając/odbierając różdżkę lub zabijając jej poprzedniego, prawdziwego właściciela.
- W twórczości J.R.R. Tolkiena pojawia się czarodziej Gandalf. On również posiada różdżkę, w formie laski. Samo jego imię oznacza Elf Różdżki.